# Adelolf de Boulogne
Adelolf (d. 13 noiembrie 933) a fost conte de Boulogne de la anul 918 până la moarte.

## Viața
Adelolf a fost unul dintre fiii contelui Balduin al II-lea de Flandra cu Aelfthryth. El a fost probabil botezat după numele străbunicului său matern, regele Aethelwulf de Wessex. Extinse posesiuni ale lui Balduin al II-lea și multele funcții din ceea ce astăzi se află în nordul Franței și în vestul Belgiei au fost divizate între fiii săi odată cu moartea sa din 918. Fiul cel mare, Arnulf, a devenit conte de Flandra, în vreme ce Adelolf a succedat tatălui lor în poziția de conte de Saint-Pol, de Boulogne și de Thérouanne. De asemenea, el a mai fost abate laic al abației Sfântului Bertinus din Saint-Omer.
În 926, Adelulf a fost trimis ca ambasador la vărul său pe linie maternă, regele Athelstan de Wessex de către contele Hugo cel Mare, conducătorul efectiv al Franței de nord în timpul lui Rudolf de Burgundia, care fusese ales rege al Franței în 923. Adelolf urma să obțină acordul regelui Angliei pentru o căsătorie între Hugo cel Mare și o altă soră a regelui din Wessex. Printre cadourile costisitoare trimise lui Aethelstan, un avid colecționar de moaște sfinte, se zice că s-ar fi aflat sabia împăratului roman Constantin cel Mare și Sfânta Lance. Misiunea s-a încheiat cu succes, iar Hugo s-a căsătorit cu cumnata lui Aethelstan, Eadhild.
Adelolf a fost tatăl lui Arnulf al II-lea de Boulogne (care i-a succedat la conducerea comitatului de Boulogne; d. 971), ca și al unui fiu ilegitim, numit Balduin (d. 973) care a fost protector al contelui Arnulf al II-lea de Flandra.
Conform Gesta abbatum Sancti Bertini Sithiensium a cronicarului Folcwine, Adelolf a murit în 13 noiembrie 933, fiind înmormântat la Saint-Bertin.